# Neurosis neurasténica
La neurosis neurasténica es un trastorno neurológico caracterizado por la debilidad, fatigabilidad y sentimiento de encontrarse exhausto del paciente. Comúnmente estos síntomas son acompañados por depresión y sentimientos de autodesprecio.
Puede aparecer también a continuación de un episodio psicótico agudo.